# Yoshiyuki Shinoda
Yoshiyuki Shinoda (jap. 篠田 善之, Shinoda Yoshiyuki; * 18. Juni 1971 in der Präfektur Yamanashi) ist ein ehemaliger japanischer Fußballspieler und -trainer.

## Karriere
Shinoda erlernte das Fußballspielen in der Schulmannschaft der Kizan Technical High School. Seinen ersten Vertrag unterschrieb er 1990 bei Kofu SC. Der Verein spielte in der zweithöchsten Liga des Landes, der Japan Soccer League Division 2. 1995 wechselte er zum Zweitligisten Fukuoka Blux (heute: Avispa Fukuoka). 1995 wurde er mit dem Verein Meister der Japan Football League und stieg in die J1 League auf. Am Ende der Saison 2002 stieg der Verein in die J2 League ab. Für den Verein absolvierte er 203 Spiele. Ende 2004 beendete er seine Karriere als Fußballspieler.